# Viviennea indefecta
Viviennea indefecta là một loài bướm đêm thuộc phân họ Arctiinae, họ Erebidae.